# Smrtijed
Smrtijed (v originále Death Eater) je v sérii knih o Harrym Potterovi stoupenec Lorda Voldemorta. Smrtijedi tvoří Voldemortův nejužší kruh. Někteří ho sice zradili, ale rozhodl se jim znovu poskytnout svou důvěru. Pomáhají Voldemortovi ovládnout kouzelnický svět. Smrtijedi bojují proti Ministerstvu kouzel a proti Fénixově řádu. Své protivníky zastrašují především kletbami, které se nepromíjejí, což jsou kletby: 
- Imperius: postižený nemá vlastní vůli a zcela se podřizuje vůli postižitele
- Cruciatus: postižený trpí nevýslovnou mučivou bolestí
- Avada kedavra: Smrtijedi vyvražďují celé kouzelnické rodiny a odpůrce

Ani Smrtijedi to však nemají lehké. Když například nesplní rozkazy či jinak naštvou svého pána, skončí to tím, že je Voldemort zabije nebo mučí kletbou Cruciatus. Smrtijedi se musí účastnit takzvaných smrtijedských schůzek, na které se musí dostavit ihned. Že je schůzka poznají tím, že je rozpálí znamení zla.

## Znamení zla

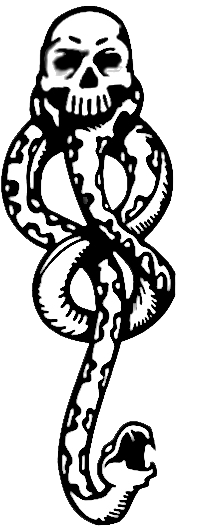
Znamení zla

Smrtijedi jsou na levém předloktí označeni znamením zla (v originále dark mark), což je tetování lebky s otevřenými ústy, z nichž leze kroutící se had. Voldemort může Smrtijedy pomocí znamení zla kdykoliv svolat, a to tak, že se dotkne znamení jednoho z nich a všechny ostatní Smrtijedy začnou jejich znamení pálit. Platí to i naopak – Smrtijed může přivolat svého pána tím, že se dotkne svého znamení. Od Smrtijedů se očekává absolutní loajalita a poslušnost, v případě selhání následují tvrdé tresty, včetně zabití. Po prvním Voldemortově pádu se většina smrtijedů údajně vrátila se slovy že byli pod kledbou impérius, ale někteří z nich lhali a nikdy nepřestali být Voldemortovi věrní. Například Peter Petigrew, který pomohl k tomu, aby Voldemort dostal zpátky lidskou podobu.

## Známí Smrtijedi

### Regulus Black
Regulus Arcturus Black (1961–1979) je mladším synem Oriona a Waburgy Blackových, tzn. také mladším bratrem Siriuse Blacka a zároveň bratrancem Belatrix Lestrangeové, Andromedy Tonksové a Narcisy Malfoyové. Studoval v bradavické zmijozelské koleji, jejímž ředitelem byl v té době Horácio Křiklan.
Regulus se držel rodinného hesla rodu Blacků Toujours pur (navždy čistý). Byl pyšný na to, že pochází z čistokrevného kouzelnického rodu. Začal proto sympatizovat s myšlenkami na záchranu čistokrevných rodin a učením lorda Voldemorta. V šestnácti letech se proto stal jeho stoupencem, Smrtijedem. Když ale zjistil, o co Voldemortovi skutečně jde, chtěl jej opustit. To ale nebylo možné, a tak se snažil alespoň najít ukryté viteály, o jejichž existenci se dozvěděl, protože když Voldemort jeden tvořil a ukrýval, potřeboval k tomu domácího skřítka a Regulus mu nabídl Kráturu. Krátura pak všechno pověděl svému pánovi a spolu s Regulusem se vydali do jeskyně viteál zničit. Zatímco s Voldemortem musel vypít Krátura lektvar, po kterém dostal obrovskou žízeň a prožíval muka, protože se mu vybavovaly ty nejhorší vzpomínky, Regulus vypil lektvar sám a po Kráturovi chtěl, aby zničil medailon. Po jeho vypití dostal Regulus také obrovskou žízeň a chtěl se napít z jezera, ale neživí, očarovaní Voldemortem, jej stáhli pod vodu a Regulus zahynul. Krátura měl svého pána odjakživa ve velké úctě. Pán se vždy k domácímu skřítkovi choval hezky.
Sirius svým bratrem pohrdal, protože si Regulus vážil svého čistokrevného původu a společenského postavení. Rodiče Reguluse před Siriusem upřednostňovali a byli na něj pyšní. Regulus se nikdy neoženil, ani neměl potomky.

### Amycus a Alecta Carrowovi
Alecta a Amycus Carrowovi jsou sourozenci, oba se poprvé objevili v šestém díle, kde byli přítomni na astronomické věži u smrti Brumbála.
V sedmém díle se oba stanou učiteli v Bradavicích. Alecta se stane profesorkou studia mudlů, které se stalo povinným předmětem pro všechny. Alecta žákům vnucuje názory o tom, že jsou mudlové podřazenou rasou apod. Amycus se stane profesorem obrany proti černé magii, která byla přejmenována na černou magii. Žáci zde mají za úkol například testovat si kletbu Cruciatus na studentech, kterým byl udělen školní trest.
Před závěrečnou bitvou o Bradavice čekala Alecta v havraspárské věži na příkaz Voldemorta na Harryho, který pátral po posledním viteálu. Když Harryho objeví, zavolá Pána zla, ale Lenka Láskorádová na ni uvrhne kletbu. Když Amycus vidí, co se stalo, snaží se to za přítomnosti Minervy McGonagallové nastražit tak, aby to vypadalo, že havraspárští přinutili Alectu Voldemorta zavolat, aby ji potrestal, že ho zbytečně obtěžuje. Takové zacházení se studenty ale McGonagallová nestrpí a protestuje proti tomu. Amycus tvrdí, že na jejím názoru nezáleží, plivne jí do obličeje. To vyburcuje Harryho, který proti němu použije kletbu Cruciatus s takovou silou, že Amycus omdlí. Když se začne probírat, McGonagallová na něj použije kletbu Imperius a oba Carrowovy sváže. Ti tak nemají možnost účastnit se bitvy o Bradavice, jejíž přípravy krátce na to začínají.
| Učitel černé magie v Bradavicích                                 | Učitel černé magie v Bradavicích | Učitel černé magie v Bradavicích |
| ---------------------------------------------------------------- | -------------------------------- | -------------------------------- |
| Předchůdce: Severus Snape (jako učitel Obrany proti černé magii) | 1997–1998 Amycus Carrow          | Nástupce:                        |

| Profesorka studia mudlů v Bradavicích | Profesorka studia mudlů v Bradavicích | Profesorka studia mudlů v Bradavicích |
| ------------------------------------- | ------------------------------------- | ------------------------------------- |
| Předchůdce: Charity Burbageová        | 1997–1998 Alecta Carrowová            | Nástupce:                             |

### Antonin Dolohov
Antonin Dolohov má dlouhý bledý obličej. V šestém díle je zmíněno, že Dolohov je jedním z nejstarších Smrtijedů, protože čekal na Voldemorta u Prasečí hlavy, když se šel ucházet k Brumbálovi o místo učitele obrany proti černé magii, tzn. že je mu asi 60 let. Dolohov je jedním z pěti Smrtijedů, kteří se podíleli na vraždě Gideona a Fabiana Prewettových, bratrů Molly Weasleyové. Také byl jedním ze Smrtijedů, kteří utekli spolu s Belatrix Lestrangeovou při masovém útěku z Azkabanu v roce 1996. Účastnil se bitvy na ministerstvu kouzel na konci pátého dílu. Byl znovu uvězněn v Azkabanu, ale v sedmém díle opět utekl. Spolu s Rowlem napadl Harryho, Rona a Hermionu na Tottenham Court Road. Hermiona mu změnila paměť a poté byl potrestán od Voldemorta. V závěrečné bitvě o Bradavice zabije Lupina a nakonec je poražen profesorem Kratiknotem.

### Igor Karkarov
Igor Karkarov je bývalý Smrtijed, který se poprvé objevil ve čtvrtém díle, kdy přijel jako Velmistr Kruvalu do Bradavic na turnaj tří kouzelnických škol. Jako ředitel jedné ze škol seděl také v porotě turnaje, ve které silně stranil svému šampionovi – Viktoru Krumovi. O tom, že byl Smrtijed, se dozvídáme od Siriuse Blacka. Karkarova chytil Pošuk Moody po šestiměsíčním pronásledování (ještě jako bystrozor). V myslánce Harry viděl Karkarovův soud, kde jmenoval další Smrtijedy, aby se zachránil. Kvůli tomu se znelíbil ostatním Smrtijedům. Celý rok, co byl v Bradavicích, se snažil setkat se Snapem, také bývalým Smrtijedem. Chtěl s ním mluvit o sílícím znamení zla na levém předloktí. Po turnaji tří kouzelnických škol utekl, protože se bál, že ho lord Voldemort zabije nebo umučí za to, že prozradil spoustu Smrtijedů, aby se vyhnul vězení. Nakonec byl skutečně zabit někde v chatrči na severu.

### Bellatrix Lestrangeová
Bellatrix Lestrangeová (roz. Blacková, 1951–1998; přezdívka Bella) byla nejstarší dcerou Cygnuse Blacka a Druely Rosierové. Měla také dvě sestry, mladší Andromedu, kterou rodina vyloučila ze svého středu, protože si vzala původem mudlu Teda Tonkse, a nejmladší Narcissu, jež si vzala za muže čistokrevného kouzelníka Luciuse Malfoye. Jejími bratranci jsou Sirius a Regulus Blackovi. Studovala v Bradavické škole čar a kouzel ve Zmijozelu.
Ihned po dokončení školy, nebo možná ještě na škole, se stala stoupenkyní lorda Voldemorta a provdala se za čistokrevného kouzelníka a Smrtijeda Rodolfuse Lestrangea. Nemají spolu žádné děti.
Jako Smrtijed proslula svou věrností Voldemortovi a také svojí krutostí. Aby zjistila, kde se ukrývá její Mistr, použila společně se svým manželem Rodolfusem, jeho bratrem Rabastanem a Bartym Skrkem ml. na rodiče Nevilla Longbottoma, Franka a Alici, mučicí kletbu Cruciatus. Ta na Longbottomových zanechala trvalé následky; museli být doživotně léčeni v nemocnici svatého Munga. Bellatrix se společníky byli dopadeni a souzeni kouzelnickým soudem, před kterým Bellatrix vyslovila přesvědčení, že Pán zla povstane a vyznamená je za jejich věrnost. Poté byla uvězněna v kouzelnickém vězení Azkabanu. Tento soud viděl Harry v Brumbálově myslánce.
Po celou dobu zůstala věrnou služebnicí Pána zla a trpělivě na něj čekala. Dočkala se po Voldemortově znovuzrození, kdy se strážci Azkabanu, tzv. mozkomorové, vrátili na stranu Pána zla. Při hromadném útěku z Azkabanu zorganizovaném Voldemortem na záchranu věrných Smrtijedů se spolu s manželem a švagrem připojila k Voldemortově armádě. Potvrdila se také její slova, že Voldemort ji, jejího muže a jejího švagra vyznamená za věrnost. Několik měsíců poté, při boji některých Smrtijedů, členů Fénixova řádu a studentů Bradavic na Odboru záhad na Ministerstvu kouzel, seslala na svého bratrance Siriuse Blacka smrtící kletbu Avada kedavra. Bojovala také proti své neteři Nymfadoře Tonksové, kterou těžce zranila a ona musela nějaký čas pobýt v nemocnici svatého Munga, i Kingsleymu Pastorkovi, kterého zasáhla kletbou Cruciatus. Harry proti ní použil kletbu Cruciatus, ale ta neměla dostatečnou sílu, protože Harry svou kletbu nemyslel vážně, nechtěl jí ublížit. Jak mu sama Bellatrix řekla, jen spravedlivý hněv nestačí. Potom se Harrymu svěřila, že černé magii ji učil sám Voldemort. V bitvě mezi Brumbálem a Voldemortem proti ní Brumbál vyšle očarovanou sochu, které se Bellatrix nedokáže zbavit. Nakonec jí zachrání Voldemort (přemístí se).
Na začátku šestého dílu doprovázela svou sestru Narcissu k Severusi Snapeovi. Varuje svou sestru, aby mu nevěřila. Jinak necitelná Bellatrix měla pravděpodobně alespoň trochu svou sestru ráda, protože se stala svědkem neporušitelného slibu, podle kterého bude Snape Narcissina syna Draca ochraňovat a pomáhat mu v úkolu, jenž mu byl svěřen Voldemortem. Z rozhovoru mezi Snapem a Bellatrix, která ho zpovídala kvůli Snapeově věrnosti k Pánu zla, také vyplynulo, že Voldemort je na Bellatrix a Luciuse Malfoye rozzlobený kvůli rozbité věštbě na Odboru záhad. Bellatrix někdy svého synovce Draca naučila také nitrobranu. Ten tak později úspěšně odolával Snapeovi, který se pomocí nitrozpytu snažil v šesté knize zjistit, co má Draco za lubem, když došlo k několika zraněním u studentů Nebelvíru.
Na začátku poslední knihy je Voldemort na Bellatrix stále rozzlobený, což vyplývá ze situace, kdy si dělá legraci, že si neteř Narcissy a Bellatrix vzala vlkodlaka Remuse Lupina. Voldemort jí dá ale šanci „očistit“ svůj rod během přesunu Harryho Pottera od Dursleyových. Během toho se Bellatrix pokusí Tonksovou neúspěšné zabít. V tomto díle také vyjde najevo, že Bellatrix byla ochránkyní jednoho viteálu – šálku Helgy z Mrzimoru, který ukryla v trezoru u Gringottových, po němž Voldemort pravděpodobně vždycky toužil. Když jsou Harry, Ron a Hermiona chyceni a přivedeni do sídla Malfoyových, Bellatrix krutě mučí Hermionu, která jí ale prozradí falešné informace. Když je přijde zachránit domácí skřítek Dobby, tak po něm Bellatrix během přemísťování hodí dýku, ale všem se podaří utéct. Dobby zanedlouho umírá. Harry, Ron a Hermiona pomocí mnoholičného lektvaru, díky kterému se Hermiona přemění na Bellatrix, odnesou z jejího trezoru viteál. Za to je Bellatrix pak náležitě potrestána. I tak ale bojovala na straně Pána zla v závěrečné bitvě o Bradavice, při které konečně zabila dceru své sestry bystrozorku Nymfadoru Tonksovou. Pak bojuje s Hermionou, Ginny Weasleyovou a Lenkou Láskorádovou dohromady. Když její vraždící kletba jen těsně mine Ginny, rozčílí to Molly Weasleyovou, která pak v duelu Bellatrix zabije. V tomto díle se také ukáže, proč nemá se svým mužem děti. Bellatrix miluje Voldemorta (v sequelu Harry Potter a Prokleté dítě vystupuje jako hlavní záporná postava Delphi, dcera Voldemorta a Bellatrix).
Jméno Bellatrix pochází z latiny a znamená „bojovnice“, zároveň jde o jméno jedné z hvězd souhvězdí Orionu (celá rodina Blacků má jména hvězd na obloze).
Ve filmovém zpracování Bellatrix hraje Helena Bonham Carter.

### Walden Macnair
Walden Macnair po pádu lorda Voldemorta pracoval pro ministerstvo jako kat nebezpečných kouzelných tvorů. Měl mj. popravit také Hagridova hipogryfa Klofana. Po znovuzrození svého pána se k němu vrátil a stal se jeho věrným služebníkem. Bojoval také na odboru záhad v roce 1996, po bitvě byl uvězněn. Na začátku sedmého dílu byl ale osvobozen. Účastní se závěrečné bitvy o Bradavice, kde s ním Hagrid mrští přes celou místnost a Macnair se už nezvedne.

### Lucius Malfoy
Lucius Malfoy je jedním z nejvlivnějších Smrtijedů. Je otcem Draca Malfoye a manželem Narcisy Malfoyové. Pochází z bohaté rodiny Malfoyových a bydlí v panství této rodiny, veřejně známém jako Malfoy Manor.
Podle všeho se narodil roku 1954. Jeho otec se jmenoval Abraxas a zemřel na dračí spalničky ve vysokém věku. Je Smrtijedem hrdým na svou čistou krev, tzn., že žádný jeho předek nebyl mudla, nesnáší mudly a „mudlovské šmejdy“. Studoval v Bradavické škole čar a kouzel ve Zmijozelu, kde byl také prefektem. Za dob studií poznal o pět let mladšího Severuse Snapea, kterého zřejmě seznámil s učením lorda Voldemorta. Po jeho pádu byl obviněn, že je jedním ze Smrtijedů, on ale tvrdil, že byl pod kletbou Imperius a byl zproštěn viny. Postupně získal velkou moc na ministerstvu kouzel a nad ministrem Korneliem Popletalem.
Poprvé se objevil ve druhém díle před začátkem školního roku, kdy podstrčil Ginny Weasleyové deník Toma Raddlea. O tomto deníku jsme se v šestém díle dověděli, že byl viteálem, kterým byla otevřena tajemná komnata. V komnatě byl ukryt bazilišek, který vraždil studenty z mudlovských rodin. Malfoy chtěl zdiskreditovat Ginnyina otce Arthura Weasleyho. Plány mu ale zhatil jeho domácí skřítek Dobby a Harry Potter, ale až po tom, co několik studentů zkamenělo. Lucius jako člen školské rady útoků také využil k ovlivnění ostatních členů rady a ti pak odvolali Albuse Brumbála z funkce ředitele školy. Lucius Brumbála nesnášel za to, že se zastával mudlovských studentů. Brumbál se ale po odhalení činu do školy vrátil.
Znovu se objeví až ve čtvrtém díle před začátkem finálového zápasu mistrovství světa ve famfrpálu, kde mu ministr kouzel Kornelius Popletal děkuje za jeho dary nemocnici svatého Munga. Na konci knihy se pak objeví poté, co Voldemort znovu získá své tělo. Lucius mu tvrdí, že udělal vše, co mohl, aby ho našel, ale Voldemort věděl, že lže.
V pátém díle Malfoy vedl Smrtijedy, kteří bojovali proti Harrymu, Hermioně, Ronovi, Lence, Ginny a Nevillovi na odboru záhad. Malfoy se několikrát pokouší Harrymu vzít věštbu. Když Belatrix Lestrangeová mučí Nevilla, aby Harry Malfoyovi věštbu dal, Harry už natahuje ruku, ale v tom do místnosti vpadne Fénixův řád a věštba je zničena. Malfoy je pak chycen a uvězněn v Azkabanu.
V posledním díle Voldemort Malfoye osvobodí, ale chová se k němu špatně. Jeho dům začne využívat jako ústředí pro Smrtijedy a nutí Draca mučit své oběti. Luciusovi vezme hůlku poté, co mu Olivander prozradil o stejném jádru, které má Voldemortova a Harryho hůlka. Později Lucius a Belatrix nechtěně umožní Harrymu a jeho přátelům utéct z Malfoy Manor. Voldemort jim za to udělí domácí vězení. V závěrečné bitvě o Bradavice Lucius zjistí, že jeho láska k rodině je větší než touha po vítězství ve válce a chce najít svého syna. Na konci knihy se rodina dá opět dohromady a nikdo z nich není poslán do Azkabanu díky tomu, že Narcisa předtím Harrymu pomohla v Zapovězeném lese.

### Peter Pettigrew
Peter Pettigrew je Smrtijed, který Voldemortovi odhalil tajemství úkrytu Potterových.
V Bradavicích začal studovat ve stejném roce jako James Potter, Sirius Black a Remus Lupin, s nimiž utvořil partu kamarádů, kteří si říkali Pobertové. Kvůli tomu, že byl Remus vlkodlak, se z ostatních stali neregistrovaní zvěromágové. Pettigrew se měnil v krysu a kvůli své malé velikosti dostal přezdívku Červíček. Po tom, co opustil Bradavice, se stal Smrtijedem, pro které špehoval Fénixův řád, jehož byl také členem. Je jediným známým Smrtijedem, který během studia v Bradavicích navštěvoval Nebelvír a ne Zmijozel.
Když se Potterovi rozhodli ochránit pomocí Fideliova zaklínadla, rozhodli se nečekaně z Pettigrewa udělat svého strážce tajemství. Původně měl být strážcem Sirius Black, ale ten jim řekl, že bude lepší udělat strážce z Pettigrewa, protože lord Voldemort nečeká, že si vyberou toho slabšího. Pettigrew tajemství ale prozradil Pánovi zla, manželé Potterovi byli zabiti a Voldemort padl, když se snažil zabít Harryho Pottera. Po smrti Potterových se Sirius rozhodl, že ho musí najít. Tak se skutečně stalo, ale Pettigrew nechtěl být dopaden, a tak způsobil výbuch, při kterém zemřelo dvanáct mudlů, a sám si uříznul prst a proměnil se v krysu. Ministerstvo kouzel z tohoto činu obvinilo Blacka podle svědectví mudlů a Albuse Brumbála, který vypověděl, že byl Sirius strážcem tajemství Potterových. Pettigrew byl in memoriam oceněn Merlinovým řádem první třídy a jeho matce byl zaslán prst – jediné, co po něm mělo zbýt. Pettigrew, proměněný v krysu, se dostal do rodiny Weasleyových, kde sloužil jako domácí mazlíček Prašivka nejdříve Percymu a pak Ronovi.
Pettigrew se tedy objevil jako Prašivka jak v prvním, tak ve druhém díle, ale jeho identita tam nebyla odhalena. Ta byla odkryta až ve třetím díle. Když se Weasleyovi objevili v Denním věštci, Sirius Black viděl na fotografii Prašivku, v niž poznal Pettigrewa a potom si pořád opakoval „Je v Bradavicích“ a všichni si mysleli, že mluví o Harrym. Protože chtěl ochránit svého kmotřence Harryho Pottera, utekl z Azkabanu. Když se o tom dozvěděl Pettigrew, lekl se a onemocněl. Vypadal jako nemocná krysa a Ron o něj měl strach.
Na konci školního roku před popravou hipogryfa Klofana najdou Harry, Ron a Hermiona uprchnuvší krysu u Hagrida. Ta jim při návratu do školy znovu uteče, protože se tam objeví Sirius proměněný ve psa, který nechtěně pokouše Rona, původně chtěl zabít krysu. Postupně se všichni dostanou tajnou chodbou pod vrbou mlátičkou do Chroptící chýše v Prasinkách. Tam pak přijde i Lupin, který postupně pochopí, že „vše bylo naopak“ a společně i před hlavní trojicí odhalí pravou identitu Prašivky. Sirius a Lupin chtěli Pettigrewa zabít, ale Harry rozhodl, že ho vydají mozkomorům a ministerstvu kouzel. Když se ale dostanou ven z tajné chodby, zjistí, že je úplněk a Lupin si zapomněl vzít lektvar, který by z něj udělal jenom neškodného vlka. V tomto zmatku Pettigrew uteče a pak se vrátí, jak předpověděla ve věštbě profesorka Trelawneyová ke svému pánovi – lordu Voldemortovi.
Ve čtvrtém díle Pettigrew pomůže získat Voldemortovi zpět tělo a zabije Cedrica Diggoryho. Do náročného lektvaru Voldemortovi poskytne maso služebníka, darované dobrovolně. Ten mu za odměnu pak vykouzlí novou ruku, která sehraje ještě roli později.
V šestém díle slouží Pettigrew Severusi Snapeovi jako služebník. V sedmém díle je pověřen dohledem nad vězni v sídle Malfoyových. Pettigrew po počátečním krátkém boji začne Harryho škrtit, ale když mu Harry připomene, že on jemu také jednou zachránil život, zaváhá, v tom momentě se Pettigrewova vyčarovaná ruka od Voldemorta otočí a začne škrtit Pettigrewa, ten zemře.
Pettigrew je popisován jako nejzbabělejší služebník lorda Voldemorta. Vždycky si prý hledal silnější přátele, kteří by ho ochránili. V posledních dílech je spíše nazýván pod svou přezdívkou Červíček. Ačkoli je popisovaný jako ne moc dobrý kouzelník, prokáže sílu, když se stane zvěromágem, zabije 12 lidí najednou, bezproblémovým užíváním kletby Avada kedavra apod.
Ve filmu ho hraje Timothy Spall.

### Bartemius Skrk mladší
Bartemius Skrk mladší (1964 – 1995) je podle svých i Voldemortových slov jedním z nejvěrnějších služebníků lorda Voldemorta. Podílel se spolu s Lestrangeovými na mučení Franka a Alice Longbottomových. V roce 1981 byl zatčen a vězněn v Azkabanu, odkud ho jeho otec Bartemius Skrk starší na žádost své manželky propašoval. Jeho otec ho držel pod kletbou Imperius, ale té se brzy začal mladý Barty vzpírat. Způsobil poprask na mistrovství světa ve famfrpálu, kdy vyčaroval hůlkou Harryho Pottera na obloze znamení zla. Pak získal pod kletbu Imperius pro změnu svého otce. Role se tak obrátily. Poté zajal bývalého bystrozora Alastora Modyho a pomocí mnoholičného lektvaru se v něj proměnil a učil v Bradavicích, kde toho roku zabil vlastního otce, který ho chtěl prozradit, protože i on se začal vzpírat kletbě Imperius. Právě on proměnil Pohár tří kouzelnických škol v přenášedlo, které Harryho a Cedrica přeneslo k Voldemortovi. Když se Harry vrátí ze hřbitova, kde povstal Voldemort, je odhalen, pomocí Snapeova veritaséra se ke všemu přizná a je políben mozkomorem, takže ztratil duši, tím pádem i všechny vzpomínky nebo pocit sama sebe.
| Učitel Obrany proti Černé magii v Bradavicích | Učitel Obrany proti Černé magii v Bradavicích                | Učitel Obrany proti Černé magii v Bradavicích |
| --------------------------------------------- | ------------------------------------------------------------ | --------------------------------------------- |
| Předchůdce: Remus Lupin                       | 1994–1995 Bartemius Skrk ml. (vydává se za Alastora Moodyho) | Nástupce: Dolores Umbridgeová                 |

### Fenrir Šedohřbet
Fenrir Šedohřbet je vlkodlak, kterým všichni kouzelníci opovrhují. Rád napadá již malé děti, aby je tak zavčas dostal od rodičů a vychovával je v nenávisti vůči kouzelníkům. Jeho snem je vytvořit armádu vlkodlaků, která by se postavila kouzelníkům a mudlům. Pokousal také Remuse Lupina a Billa Weasleyho. Nenapadá lidi pouze ve vlkodlačí podobě, ale už i v normální podobě. V sedmém díle chytí hlavní trojici a dovede ji do sídla Malfoyových, odkud pak utečou. Účastní se závěrečné bitvy o Bradavice, kde zabije Levanduli Brownovou a možná i někoho dalšího. Potom je nejdříve zneškodněn profesorkou Trelawneyovou, která po něm hodí svou křišťálovou kouli, a pak Ronem Weasleym a Nevillem. Ačkoliv nosí plášť Smrtijedů, nepatří k nim a Voldemort ho používá na zastrašování kouzelnické společnosti.

### Arnold Yaxley
Arnold Yaxley je jedním z nejvlivnějších Smrtijedů. V sedmém díle se na poradě Smrtijedů v Malfoy
Manor nejdříve hádá se Snapem o tom, které datum Harryho přesunu od Dursleyových je to pravé. Později pracuje jako vlivný zaměstnanec ministerstva. Dostal pod kletbu imperius Pia Břichnáče, ředitele oddělení pro uplatňování kouzelnických zákonů, který se později stal ministrem kouzel. Tím pádem byl Yaxley de facto ministrem. Yaxley sám drží Břichnáčovo bývalé místo a když se Harry, Ron a Hermiona dostanou na ministerstvo, pomáhá Dolores Umbridgeové v komisi pro registraci čarodějů z mudlovských rodin. Při útěku z ministerstva Yaxley trojici pronásleduje a nakonec chytí Hermionu a dostane se tak na Grimmauldovo náměstí 12, které se tím stává nepoužitelné k dalšímu úkrytu trojice. Při závěrečné bitvě o Bradavice nejdřív bojuje s profesorem Kratiknotem, nakonec je poražen Georgem Weasleym a Leem Jordanem.

### Travers
Travers byl poprvé zmíněn ve vzpomínce, když Igor Karkarov svědčil před Starostolcem. Karkarov prozradil, že Travers se zúčastnil vraždy McKinnových. Traverse však už chytili a jeho jméno bylo tedy bezcenné. V pátém díle uprchl z Azkabanu spolu s dalšími Smrtijedy. V sedmém dílu pracuje na ministerstvu, když se o něm zmíní Umbriedgová. Spolu se Selwynem napadnou Xenofilia Láskoráda, kde je v tu dobu i Harry. S Harrym se potká, když Harry chce vykrást Gringottovy a Harry proti němu použije kletbu Imperius.

### Další Smrtijedi
- Avery – Po pádu Voldemorta tvrdil, že ho Voldemort očaroval. Ale ve 4. díle se ke svému pánovi vrátí. Prosí ho o odpuštění a Voldemort ho mučí. V pátém díle podá Voldemortovi mylné informace týkající se Odboru záhad. Ve stejném díle bojuje na ministerstvu a je zatčen spolu s ostatními Smrtijedy.
- Crabbe – otec Vincenta Crabbeho, bojoval v roce 1996 na ministerstvu
- Gibbon – napaden v Bradavicích, zabit omylem dalším Smrtijedem Thorfinnem Rowlem
- Goyle – otec Gregoryho Goyla, bojoval v roce 1996 na ministerstvu
- Jugson – jeden ze Smrtijedů, kteří bojovali v roce 1996 na ministerstvu na Odboru záhad.
- Rabastan Lestrange – mladší bratr Rodolfuse, švagr Belatrix, vězněn v Azkabanu za umučení bystrozorů Franka a Alice Longbottomových
- Rodolfus Lestrange – manžel Belatrix, vězněn v Azkabanu za umučení bystrozorů Franka a Alice Longbottomových
- Draco Malfoy – stejně starý jako Harry, od Voldemorta dostal za úkol zabít Brumbála
- Mulciber – odborník na kletbu imperius, donutil spoustu lidí, aby páchali strašlivé věci, bojoval na ministerstvu
- Theodore Nott – při návratu Voldemorta mu říká, že je jeho nejvěrnější Smrtijed. Bojoval na ministerstvu kouzel v pátém díle, jeho syn chodí do Bradavic
- Augustus Rookwood – předával Voldemortovi informace z ministerstva kouzel, udal ho Karkarov, zabil Freda Weasleyho při bitvě o Bradavice
- Evan Rosier – zatčen krátce po Karkarovovi, místo toho, aby šel při zatýkání po dobrém, vzepřel se a uřízl Moodymu kus nosu a byl zabit
- Thorfinn Rowle – omylem zabil dalšího Smrtijeda Gibbona v Bradavicích smrtící kletbou, napadl Harryho, Rona a Hermionu na Tottenham Court Road. Poté je mučen Voldemortem.
- Selwyn – napadl Harryho a Hagrida, když utíkali od Dursleyových, mučil Xenofiliuse Láskoráda

- Wilkes – zabit bystrozory během první války

- Severus Snape – Smrtijed, který byl ve skutečnosti na Brumbálově straně. Zabit Voldemortem v 7. díle